# Uga (Lanzarote)
Uga is een plaats in de gemeente Yaiza op het Spaanse eiland Lanzarote. Het dorp telt 773 inwoners (2007). Uga ligt een kilometer ten oosten van het dorp Yaiza.

## Verkeer en vervoer
Het dorp is bereikbaar over de LZ-2 en de LZ-30.

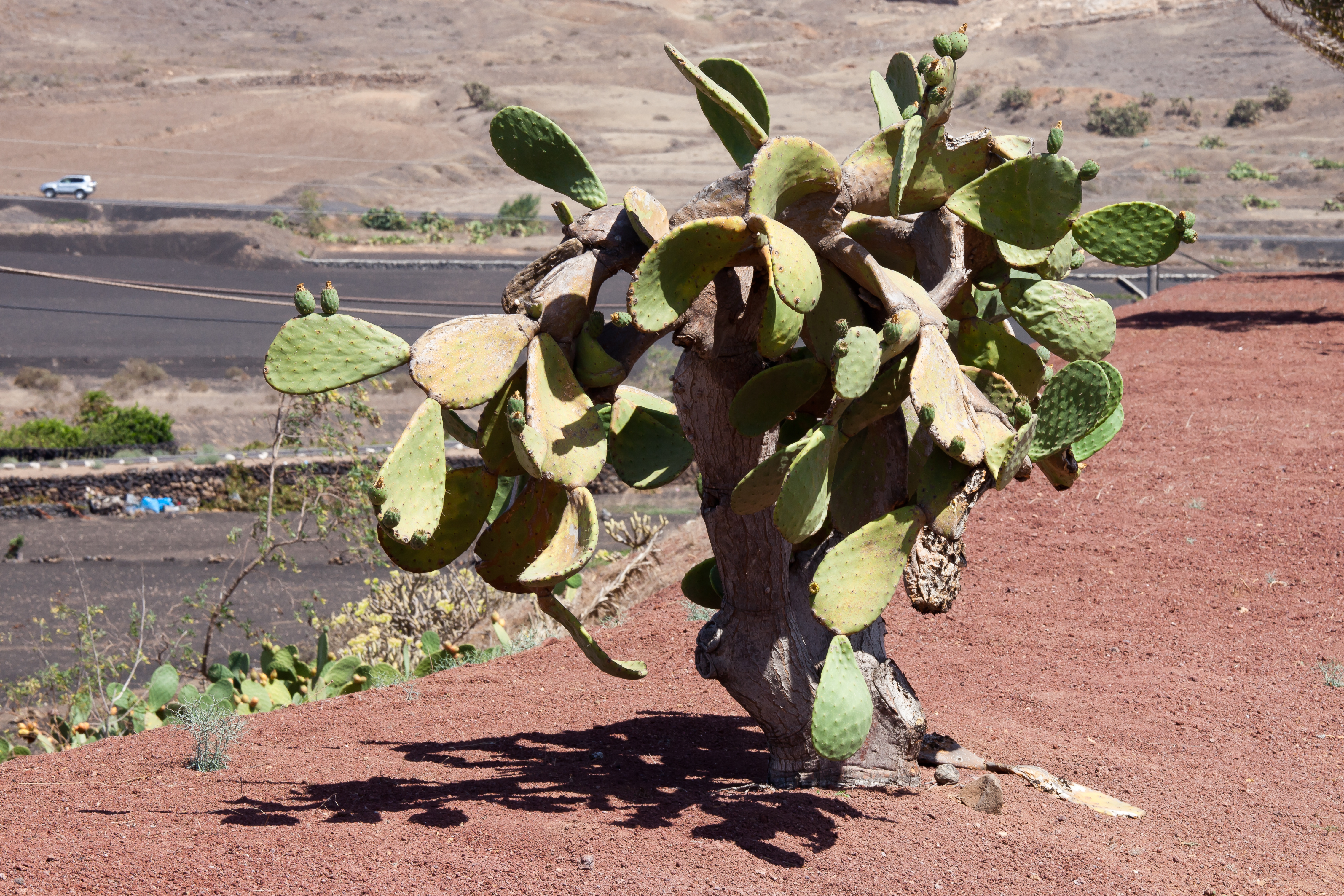
Cactus
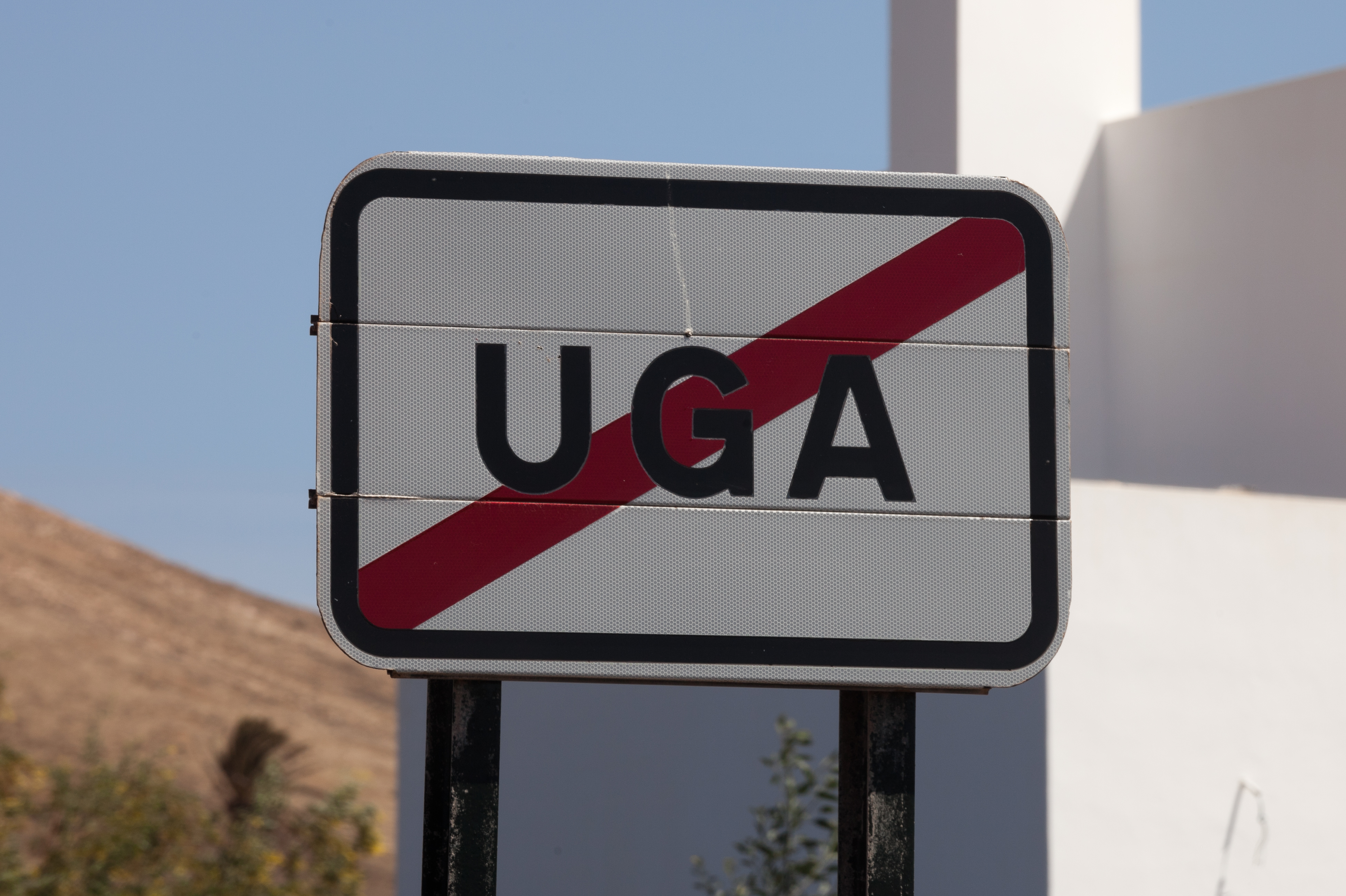
Bord